# Ист Хајланд Парк (Вирџинија)
Ист Хајланд Парк (енгл. East Highland Park) насељено је место без административног статуса у америчкој савезној држави Вирџинија.

## Демографија
По попису из 2010. године број становника је 14.796, што је 2.308 (18,5%) становника више него 2000. године.
| Група             | 2000.         | 2010.          |
| Белци             | 2.261 (18,1%) | 1.522 (10,3%)  |
| Афроамериканци    | 9.910 (79,4%) | 12.584 (85,1%) |
| Азијати           | 49 (0,4%)     | 106 (0,7%)     |
| Хиспаноамериканци | 125 (1,0%)    | 351 (2,4%)     |
| Укупно            | 12.488        | 14.796         |